# Giuseppe Selvaggi
Giuseppe Selvaggi (Cassano all'Ionio, 29 agosto 1923 – Roma, 26 febbraio 2004) è stato un giornalista e poeta italiano.
È stato giornalista parlamentare per "Il Tempo" ed "Il Messaggero" e direttore delle riviste culturali "Idea" e "Pianeta" (edizione italiana della francese "Planète") e della rivista d'arte "Il Patio" della quale è anche fondatore.
Tra le sue sillogi di poesie vi sono "Fior di notte", "Canti ionici", "L'italiano nuovo" e "Corpus" (1984). Nella critica d'arte ricordiamo il suo "Cento Pittori e una modella" e nel campo dei reportages giornalistici "Sette corrispondenze calabresi", una delle quali è un'intervista al famoso boss Frank Costello (Francesco Castiglia).

## Eventi Culturali
Nell'aprile del 1963, al concorso “Pittura in Ciociaria” presso l'Abbazia di Casamari, è componente della giuria presieduta da Giorgio De Chirico insieme con Eliano Fantuzzi, Felice Ludovisi, Franco Miele,  Michele Rosa, Claudia Refice, Carlo Savini, Gisberto Ceracchini.